# Alexandrinenstraße (Berlin)
Die Alexandrinenstraße ist eine Straße in den Berliner Ortsteilen Kreuzberg und Mitte. Sie verbindet die Brachvogelstraße mit der Sebastianstraße und ist seit 1843  nach Alexandrine von Preußen (1803–1892) benannt.

## Verlaufsbeschreibung
Die lange Straße beginnt im Nordosten an der Sebastianstraße, führt zunächst geradlinig südwestwärts bis zur Kreuzung mit der Oranienstraße. Von dort macht sie einen leichten Südschwenk, um sich dann wieder geradlinig bis zum Landwehrkanal hinzuziehen. Sie endet hinter der Waterloobrücke, der weiterführende Verkehrsweg trägt den Namen Brachvogelstraße. Die Hausnummern verlaufen von der Gitschiner Straße (Nummer 1) auf der östlichen Straßenseite bis zur Nummer 64 und dann zurück bis zum Landwehrkanal (letzte Hausnummer heute 130). Von der Sebastian- bis zur Neuenburger Straße sind alle flankierenden Wohngebäude weiter vom Straßenrand entfernt errichtet worden, so dass beidseitig dichte Reihen Straßenbäume wachsen können.

## Vorgeschichte
Ein Weg namens Die Demmerung führte bereits vor 1700 von Berlin zur südlichen Stadtmauer (Damm=gedämmter Weg, also eine Aufschüttung zum Schutz vor Bodennässe).

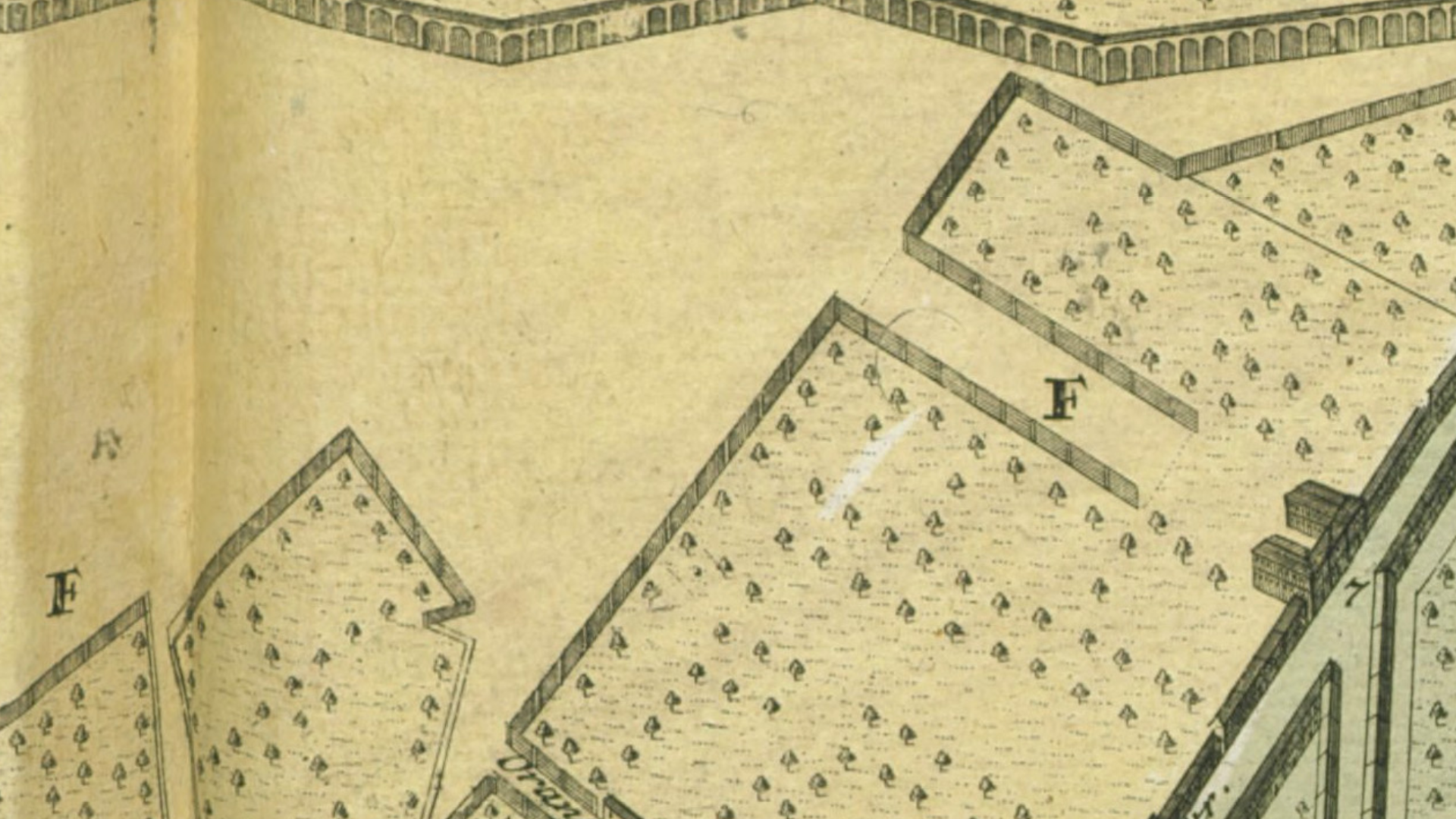
Gebiet der heutigen Alexandrinenstraße 1737, Blickrichtung Süd. Die Trasse verläuft als Gartengrenze diagonal von der Oranienstraße (unten) zur Stadtmauer (oben). Rechts das damals neugebaute Kollegienhaus (heute Jüdisches Museum).

Als 1736 das Kollegienhaus in der parallelen Lindenstraße gebaut wurde, war dieser Weg die Hintergrenze der Gartenanlagen. Schon 1798 (siehe Liste historischer Karten von Berlin) gab es dort militärische Einrichtungen und eine Querstraße, die Husarenstraße. Spätestens 1809 erhielt die Demmerung den Namen Feldstraße.
Am nördlichen Ende querte die Feldstraße die damals noch sehr kurze Oranienstraße und schwenkte westlich in die Todtengasse ein, die so hieß, weil sie an einem Friedhof vorbeiführte. 1843 wurde sie stattdessen mit einer weiter östlich neu angelegten Straße verbunden, die den Namen Alexandrinenstraße erhielt. Um 1849 erhielt auch die Feldstraße den Namen Alexandrinenstraße.

## Bebauung vor 1945 (Auswahl)
Die Feldstraße wurde zunächst nur langsam bebaut, bis 1843 entstanden etwa 25 Häuser. In der Folgezeit bis etwa 1857 wurde nahezu die ganze Alexandrinenstraße vollständig bebaut. Im Zweiten Weltkrieg wurden fast alle Häuser zerstört.
- Nr. 1: Bis mindestens 1890 war hier eine militärische Reitbahn, seit spätestens 1900 gibt es hier die drei Wohnhäuser Nr. 1, 1a und 1b.
- Nr. 2 bis 3: Seit 1895/96 steht hier der „Gewerbehof Alexandrinenstraße“ des Architekten Alfred Messel im Neorenaissancestil. Der Komplex ragt weit in die Blockinnenfläche hinein. 1897 begann der damals 16-jährige Victor Klemperer hier eine Lehre als Kaufmann im Exportgeschäft „Löwenstein & Hecht“. In seiner Autobiographie „Curriculum vitae“ erinnert er sich: „Unten an der Ecke der Gitschiner Straße lag eine Destille, aus der ich regelmäßig beim Vorbeikommen ein dünnes und kläglich verstimmtes Klavier schrillen hörte. (…) Die Destille lieferte Wurstbrote, Heringe, Bouletten, Rollmöpse.“[3]
- Nr. 1 bis 4: Dies waren nach dem Zweiten Weltkrieg laut einer Karte von 1949 die einzigen stehengebliebenen Wohnhäuser.[4]

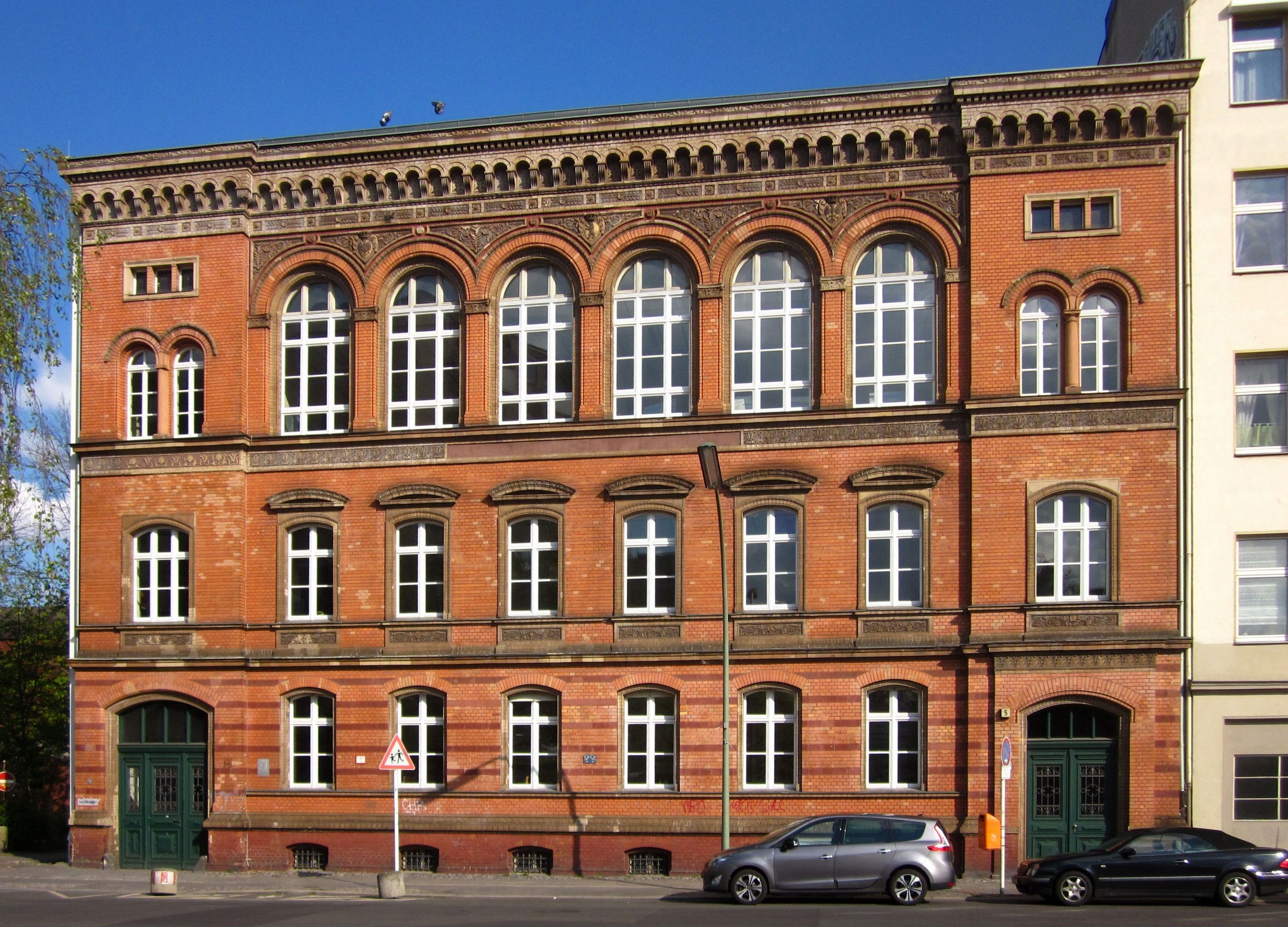
Nr. 5–6: Die 1. Realschule von 1887 steht noch heute.

- Nr. 5 bis 7: Hier standen um 1880 noch Wohnhäuser, ab 1887 die nach Plänen des Architekten Karl Frobenius errichtete Bertram-Realschule (I) und das damalige Lehrerwohnhaus, das heute zur Hans-Böckler-Schule gehört. Das Lehrerwohnhaus blieb bis zum Kriegsende unversehrt und steht heute unter Denkmalschutz. Inzwischen (2020er Jahre) wird der ganze Bereich von Nr. 5 bis Nr. 29 von Schulen und Sportanlagen genutzt.
- Nr. 8: Der Verleger Karl Schultz gründete hier 1919 Die Freundschaft, eine Zeitschrift für homosexuelle Männer. Auch der Bund für Menschenrecht hatte 1920 hier seinen Sitz.
- Nr. 10: Der in diesem Haus beheimatete Ross-Verlag gab Ansichtskarten mit Porträts von Schauspielern und Sängern heraus.
- Nr. 11: Der Verein der Freunde Zions weihte 1868 hier seine erste Kapelle ein, die 500 Personen Platz bot. Der 1867 von Georg Wilhelm Schulze gegründete Verein widmete sich der Unterstützung von getauften Christen jüdischer Abstammung und benannte sich 1871 in Freie Evangelisch-Lutherische Jesus-Gemeinde um. Da die Kapelle schnell zu klein wurde, baute er 1878 auf dem Hof eines gewöhnlichen Mietshauses in der Wassertorstraße 37a eine größere Kirche. Diese stand bis 1945 und wurde nach starken Kriegsschäden abgerissen. Die nachfolgende Jesus-Kirche von 1961 in der Kreuzbergstraße wurde 2014 entwidmet. Nr. 13: Alte Kaserne, um 1900

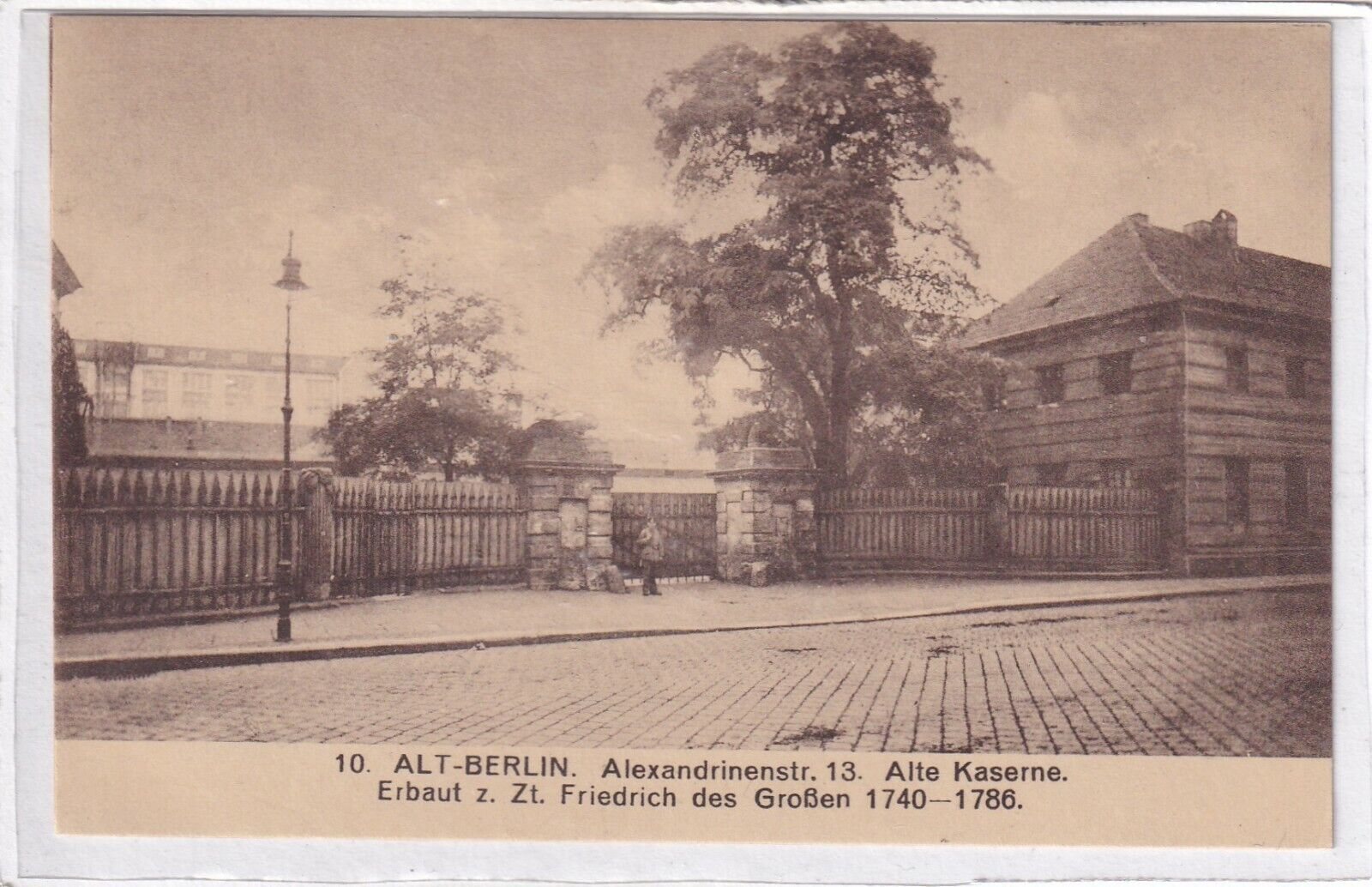
Nr. 13: Alte Kaserne, um 1900

- Nr. 12 bis 13: Hier stand ab Ende des 18. Jahrhunderts ein großes Kasernengebäude, das spätestens 1835 zur Garde-Dragoner-Kaserne geworden war.[5] Mit dem Bau der Garde-Dragoner-Kaserne am nahen heutigen Mehringdamm 1854 wurde die Kaserne in der Alexandrinenstraße zur Nebenstelle. Nach dem Ersten Weltkrieg als Kaserne aufgegeben, um 1930 Reichsfinanzamt der Liegenschaften.[6]
- Nr. 23: Atelier für Architektur von Oskar Titz ab 1872; das Gebäude war im Besitz der Metallwarenfabrik Baer & Stern[7]
- Nr. 26: Die von Hugo Heimann gegründete Öffentliche Bibliothek und Lesehalle zu unentgeltlicher Benutzung für jedermann wurde in diesem Gebäude am 26. Oktober 1899 unter großem öffentlichem Interesse im gemieteten Gartenhaus eröffnet. Sie blieb bis 1908 an diesem Standort und zog dann in die Adalbertstraße 41 in ein eigens dafür errichtetes Gebäude.[8]
- Nr. 35: Werkstatt für physikalische Apparate, übernommen 1859 von Franz Schmidt
- Nr. 41: Die Apotheke zum goldenen Adler (Ecke Kommandantenstraße)[9], deren Haupt-Geschäftsstelle die Apotheke am Molkenmarkt war, hatte im Parterre eine Filiale eingerichtet, die sich ursprünglich an der Langen Brücke in der Nähe des Roten Rathauses befunden hatte.
- Nr. 50: Werkstatt des Bildhauers Max Unger im Hinterhof
- Nr. 89: Thiele & Steinert, eine Militär-Effekten-Fabrik AG aus Freiberg/Sachsen, besaß hier ihre Berliner Filiale.[10]
- Nr. 93/94: Die 1884 gegründete Berliner Packetfahrt Gesellschaft, ab 1886 Neue Berliner Omnibus- und Packetfahrt-Actiengesellschaft, hatte ihren Verwaltungssitz in diesem Gebäude; sie beförderte nicht nur Pakete, sondern betrieb von 1887 bis 1894 auch fünf Omnibuslinien in Berlin. Die Räumlichkeiten und Hofbauten wurden in den 1920er Jahren zum Gewerbekomplex Alexandrinenhof.[11]
- Nr. 95/96: in den 1920er Jahren gab es hier die Porzellanfabrik von Julius Edelstein, im Jahr 1930 weist das Berliner Adressbuch an dieser Stelle die Handelsstätte Deutschland aus.[12]
- Nr. 97: Architektur-Büro Gronau & Graul, daraus wurde später das Atelier für kunstgewerbliche Entwürfe Ullmann-Rochel[13]
- Nr. 105/106: Sandmannshof (Gewerbehof, genannt nach dem Besitzer Kaufmann W. Sandmann[14], ab 1933 auch Sitz von A. & S. Segall)
- Nr. 108: Homophon-Company, Sprechmaschinen (Plattenlabel), ab ca. 1920[14]
- Nr. 109: Werkstatt des Orgelbauers Albert Lang
- Nr. 110: Hier wurde 1895 die Baugesellschaft Messpalast Berlin[15] des Architekten Richard Blumberg eröffnet. Das große Gebäude erstreckte sich weit in den Innenbereich des Häuserblocks.[4] Vom Namen her sollte dies ein Messezentrum sein, bedeutende Messen sind jedoch nicht nachzuweisen. Es erwies sich als lukrativer, den Komplex in Gewerberäume aufzuteilen und diese einzeln zu vermieten. Alexandrinenstraße um 1890. Links Kürassierkaserne, Abriss um 1900, seit 1905 Finanzamt. Im Vordergrund die Gitschiner Straße, seit 1902 fährt hier die Hochbahn.

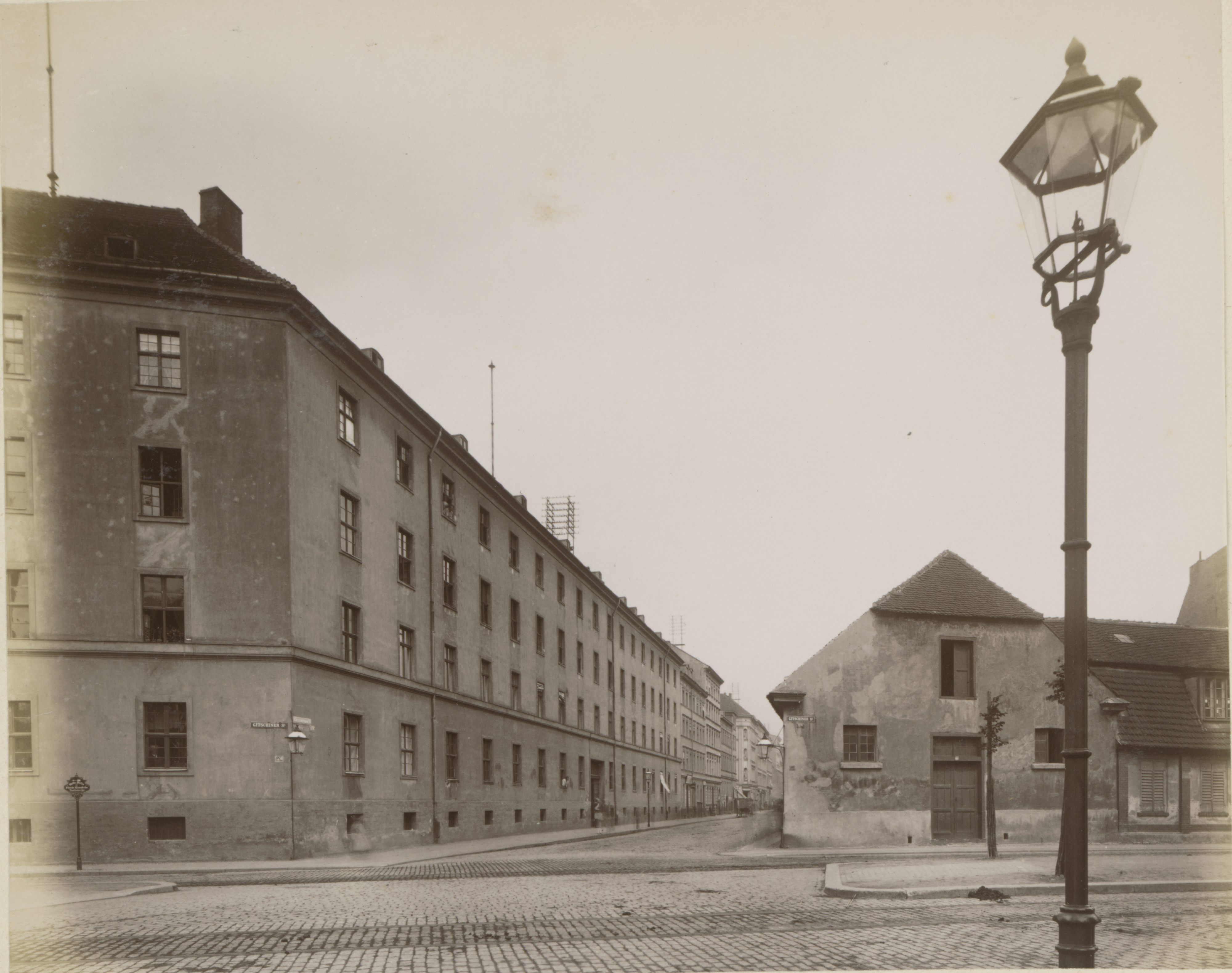
Alexandrinenstraße um 1890. Links Kürassierkaserne, Abriss um 1900, seit 1905 Finanzamt. Im Vordergrund die Gitschiner Straße, seit 1902 fährt hier die Hochbahn.

- Nr. 128: östliche Seitenfront eines größeren Grundstücks, auf dem bis etwa 1900 die Kaserne des 1821 gegründeten Garde-Kürassier-Regiments stand. Danach wurde hier das 1905 bezogene Kaiserliche Patentamt erbaut, nach der Abschaffung der Monarchie 1918 hieß es Reichspatentamt. Das Gebäude blieb bestehen und wird noch heute als Patentamt genutzt.
- Nr. 129 bis 132: Ostseite des Abwasser-Pumpwerks Radialsystem II in der Gitschiner Straße 7–11, Inbetriebnahme am 1. Juli 1879. Das heutige Hauptpumpwerk Kreuzberg, Nr. 130, wurde 1980 erbaut.
- Nr. 134 bis 137: Diese Grundstücke, eigentlich vor Nr. 1 gelegen, erhielten die höchsten Hausnummern. Heute befindet sich hier eine Grünanlage.
- Nr. 137: Die 1908 hier beheimatet gewesene Firma Birnstiel & Co produzierte Ringzwirnmaschinen für die Berliner Textilindustrie.[16]
- Nr. unbekannt: In einem Männerheim in der Straße wohnte im Februar 1933 Marinus van der Lubbe, der als angeblich alleiniger Brandstifter nach dem Reichstagsbrand 1933 zum Tode verurteilt wurde.[17]

## Waterloobrücke
Mit der Eröffnung der Waterloobrücke 1891 wurde die Alexandrinenstraße ein kurzes Stück nach Süden bis zur Johanniterstraße verlängert. Um 1910 wurde die Brachvogelstraße als Verlängerung gebaut. 1945 wurde die Brücke zerstört. 1957 wurde die Alexandrinenstraße um 80 Meter bis zum Ende der gerade wieder neu erbauten Brücke verkürzt, der dahinter liegende Teil wurde in die Brachvogelstraße einbezogen.

## Seit 1945
Die erst 1920 mit der Bildung von Groß-Berlin neu geschaffene Bezirksgrenze zwischen Kreuzberg und Mitte wurde nach 1945 zur Grenze zwischen West- und Ost-Berlin. Auf einem kurzen Stück der Alexandrinenstraße verlief die Berliner Mauer.
Beim Wiederaufbau nach dem Zweiten Weltkrieg in West-Berlin um 1960 wurde, wie damals üblich, wenig Wert auf den Erhalt der historischen Struktur gelegt oder diese sogar absichtlich durchbrochen. Das wird besonders deutlich im Bereich der Franz-Künstler-Straße mit den Wohnhäusern des Architekten Klaus Müller-Rehm und dem brutalistischen katholischen Kirchengebäude nach Plänen von Werner Düttmann. In dem Gotteshaus fanden seit 2004 keine katholischen Gottesdienste mehr statt, sondern es dient seit 2015 als Kunstgaleri.  Hingegen blieb die dazwischen liegende Wohnbebauung an der Ritterstraße vom Architekten Andreas Brandt, die erst 1995 entstand, am historischen Straßenraster orientiert.
Das letzte Stück der Alexandrinenstraße zwischen Sebastianstraße und Dresdener Straße im Ortsteil Mitte im ehemaligen Ost-Berlin wurde nach der Wiedervereinigung aufgehoben.

## Geometrischer Mittelpunkt Berlins

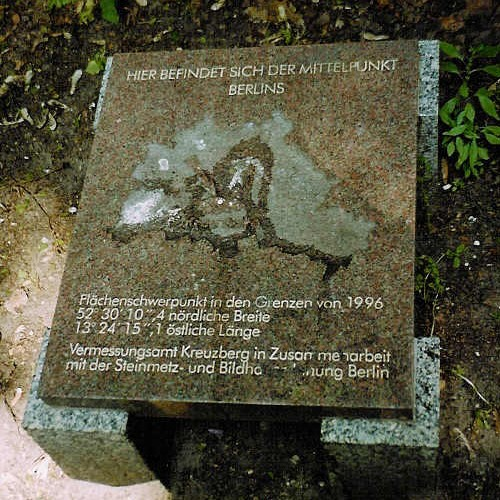
Geometrischer Mittelpunkt Berlins

Der geometrische Mittelpunkt Berlins liegt heute in der Alexandrinenstraße in der Nähe des Durchgangs zur Wassertorstraße.